# 漫談

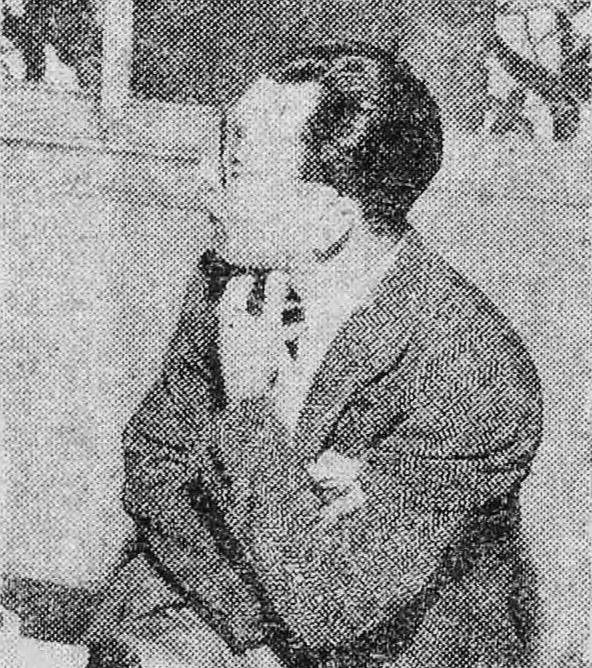
木下華声（1951年）

漫談（まんだん）とは、初代大辻司郎が命名したとされる、大正ごろに創設された演芸である。元来は音声付き映画（トーキー）が主流となったため失業した無声映画（活動写真）の活動弁士が、巧みな話術を生かして寄席の高座などに出演したのを発端とする。

## 芸と範囲
基本的には漫談家と呼ばれる演者が立ちながらトークを行うもので、世間話から始まり、世相批判などを行うものもあれば、単なるばかばかしい内容に終始するものなどもある。話の本筋があるものもあれば、短い話の連発などもあり、そのバリエーションは多い。ネタが受けない状態（その場の空気）をもってネタにする「すべり芸」もある。
漫談家が三味線やギター、ウクレレなどの楽器を携えて登場し、一曲うなりながらネタを進行するもの、BGMとして奏でつつそのままトークを展開するもの、演じる曲そのものがネタであるものなどもある。また、特に上方で女性一人が行う「女道楽」と同一視され、混同されることがある。
物真似（声帯模写・形態模写・声色）も漫談に含まれることが多い。この場合は物真似の合間にくすぐり（シャレやギャグ）が入り、笑いを取る。
落語家が本題に入る前に演じる「マクラ」を漫談に含める場合がある。新作落語と呼ばれている作品の中に、狭義の落語の定義に入らない、すなわち登場人物がいないもの・ストーリーが存在しないものについて、これを落語に含めずに漫談で括る場合がある。なお、古典・新作に限らずこういった構成の作品を「地噺」と呼ぶ場合もあり、漫談との境界は曖昧である。
この他、講談師や浪曲師が時間の都合で本筋に入らずに世間話や軽い歌（浪曲師の場合）で調整する場合も、漫談とみなされることがある。ナイトクラブやショーパブなどで演じられるスタンダップコメディ（Stand-up comedy）ともしばしば同一視される。
基本的に話芸であるため、一人コントや一人芝居、手品、コミックマイム、ギャグ・パフォーマンスなどは漫談に含まれない場合が多い。しかしながら、近年のテレビ番組によるお笑いブームにより新手の一人で行う演芸が出現し、これらの一部を漫談としてみなされることもある（フリップ芸など）。

## 主な漫談家

### 東京
- 西村楽天
- 徳川夢声
- 大辻司郎
- 井口静波
- 山野一郎
- 松井翠声
- 柳家三亀松
- 石田一松
- 西村小楽天
- 牧野周一
- 都家かつ江
- 木下華声
- 並木一路
- 坂野比呂志
- 桜井長一郎
- 3代目江戸家猫八
- 南けんじ
- 玉川スミ
- 柳家紫朝
- ボンサイト
- 三和完児
- 宮尾たか志
- 小沢昭一
- 名和美代児
- 近藤志げる
- はたのぼる
- 宮田章司
- 牧伸二
- 青空うれし
- 南州太郎
- ケーシー高峰
- ぺぺ桜井
- 柳月三郎
- 前田隣
- 松鶴家千とせ
- 林家ペー
- 高松しげお
- 堺すすむ
- ミスター梅介
- ひびきわたる
- ローカル岡
- じゅん高田
- あさひのぼる
- 4代目江戸家猫八
- 松乃家扇鶴
- 綾小路きみまろ
- 牧田博
- でんでん
- 太田家元九郎
- 甘味けんじ
- 新山真理
- 2代目立花家橘之助
- 山田邦子
- ぴろき
- 柳家紫文
- 金谷ヒデユキ
- 冷蔵庫マン
- 寒空はだか
- ダンディ坂野
- 末吉くん
- ユリオカ超特Q
- マキタスポーツ
- いとうあさこ
- マグナム小林
- スマイリーキクチ
- 鳥肌実
- 長井秀和
- つぶやきシロー
- しゅく造め
- 世界のうめざわ
- スパルタ教育
- ホーキング青山
- スギちゃん
- あべこうじ
- だいたひかる
- 大輪教授
- 波田陽区
- 星野卓也
- 5代目江戸家猫八
- 名刀長塚
- 井上マー
- キャプテン渡辺
- きくりん
- 南野やじ
- 三遊亭はらしょう
- オーノ泰広
- タブレット純
- KICK☆（現：キック）
- メンソールライト
- ザクマシンガン山田
- 小島よしお
- できたくん
- 我人祥太
- 村瀬雄一
- 永田敬介
- 紺野ぶるま
- 小松海佑
- こたけ正義感

### 上方
- 花月亭九里丸
- 柳家三亀平
- 柳家三亀坊
- 土佐南海男
- 浜お龍
- 吾妻ひな子
- 滝あきら
- 西条凡児
- 大阪はじめ
- 島ぽん太
- のれん太郎
- 吉本ひでき
- 守屋敏夫
- 鶴乃一声
- 河津吾郎
- 京はる子
- 森山ゆたか
- レツゴー長作
- レツゴー正児
- 西川きよし
- ベラムーチョ
- 若井はやと
- 田渕岩夫
- 藤田コオキチ
- 林歌声
- あおきあい
- 大下三吉
- 川上ひろし
- 森今日生
- 神崎ひろし
- 岡田喜代子
- 田中くにお
- 森今日生
- ミヤ雀仙
- 石川ひろし
- 西条ロック
- 水田かかし
- 翠みち代
- 上純一
- やまの伸二
- 大谷きんや
- 森ケイコ
- 春日井博士
- 坂本八
- ネオン佐竹
- 坂本良
- 桃山こうた
- ホープゆたか
- 江本龍彦
- テント
- 九十九一
- 有馬ゆうじ
- 竹井輝彦
- ナオユキ
- 桧博明
- ハローケイスケ
- 代走みつくに
- ケンドーコバヤシ
- たむらけんじ
- 中山功太
- 街裏ぴんく
- ネゴシックス
- ヤナギブソン
- エハラマサヒロ
- ガリガリガリクソン
- 斉藤紳士
- ヒューマン中村
- 守谷日和
- じゅんいちダビッドソン
- 濱田祐太郎

### その他
- 小那覇舞天
- 照屋林助
- 伊東かおる
- ウドム・テーパーニット
- ヒロシ
- はなわ
- 大村小町
- パッション屋良
- それいけ斉藤くん
- 赤プル
- 厚切りジェイソン